# Saint-Vérand, Isère
Saint-Vérand är en kommun i departementet Isère i regionen Auvergne-Rhône-Alpes i sydöstra Frankrike. Kommunen ligger i kantonen Saint-Marcellin som tillhör arrondissementet Grenoble. År 2022 hade Saint-Vérand 1 723 invånare.

## Befolkningsutveckling
Antalet invånare i kommunen Saint-Vérand
Referens:INSEE